# پیرو پیچونی
پیرو پیچونی (ایتالیایی: Piero Piccioni؛ ‏ ۶ دسامبر ۱۹۲۱ – ۲۳ ژوئیهٔ ۲۰۰۴) نوازنده پیانو و آهنگساز ایتالیایی بود.

## آغاز زندگی
پیرو پیچونی در پیمونت، تورین متولد شد. وقتی او داشت بزرگ می‌شد پدرش آتیلیو پیچونی (عضو برجسته حزب دموکرات مسیحی ایتالیا با دولت پس از جنگ ایتالیا)،
به کرات او را به شنیدن کنسرت در استودیوهای رادیو در فلورانس می‌برد. او که از بچگی به جاز گوش می‌داد (او خیلی آرت تیتوم و چارلی پارکر را دوست می‌داشت) و بدون حضور در آکادمی موسیقی به یک موسیقیدان خود آموخته با استعداد تبدیل شد.

## زندگی حرفه‌ای
پیچونی کار خود را در ۱۷ سالگی با گروه Big Band در رادیو آغاز کرد. او به شدت در نواختن جاز از آهنگسازان کلاسیک سده بیستم و سینمای آمریکا تأثیر گرفته‌است. در میان آن‌ها می‌توان به فرانک کاپرا، آلفرد هیچکاک، بیلی وایلدر، جان فورد نام برد. او نوشتن آهنگ را توسط خودش یادگرفت و به زودی قادر به چاپ کردن برخی از کارهای خود شد. پیرو پیچونی برای وارد شدن به دنیای فیلم در دهه پنجاه به رم آمد. زمانی که او یک وکیل دعاوی تأمین حقوق فیلم برای توزیع کنندگان ایتالیایی مانند تیتانوس و د. لورنتیس بود. در خلال آن زمان، میکل‌انجلو آنتونیونی او را برای کارآموزی موسیقی فیلم مستندی که توسط لوئیجی پولیدورو کارگردانی می‌شد فراخواند.
اولین موسیقی پیچونی برای فیلم بلند جانی فرانچولینی به نام دنیا آن‌ها را محکوم خواهد کرد بود. او رابطه کاری دوستانه خود را با کارگردانی چون فرانچسکو رزی و آلبرتو سوردی گسترش داد و گروه حرفه‌ای و شحصی قوی را با آن‌ها به وجود آورد.
بسیاری از کارگردانان به دنبال پیچونی برای فیلم خود بودند: ماریو رزی، ماریو مونیچلی، آلبرتو لاتوادا، لوئیجی کومینچینی، لوکینو ویسکونتی ، آنتونیو پیر آنجلی، برناردو برتولوچی، روبرتو روسلینی، ویتوریو دسیکا، دینو ریسی و دیگران.

## جوایز
پیچونی جوایز با اعتبار زیادی از جمله جایزه دیوید دوناتلو را برای فیلم «به سوی سرنوشت غیرمعمول، روی امواج آبی تابستان» (۱۹۷۵) و جایزه روبان نقره‌ای برای فیلم «سالواتوره جولیانو» به کارگردانی فرانچسکو رزی (۱۹۶۳)، جایزه بین‌المللی لومیر ۱۹۹۱، جایزه آنا مانیانی ۱۹۷۵ و جایزه ویتوریو دسیکا را در سال ۱۹۷۹ کسب کرد.

## مرگ
پیچونی در سال ۲۰۰۴ در رم درگذشت.

## گزیدهٔ فیلم‌شناسی
- سندیکا: مرگی در باند تبهکاران
- جسدهای سرشناس
- ببخشید، موافقید یا مخالف؟
- بیمار خیالی
- خسیس
- زندگی دشوار
- اعتراض عمومی
- اغوای میمی
- پیرینو، پزشک اس.ای.یو.بی.
- رو به جلو… حرکت!
- پزشک بیمه سلامت
- کمیل ۲۰۰۰